# Матица Албанаца
Матица Албанаца Србије (алб. Amëza e Shqiptareve në Serbi) организација је са седиштем у Новом Саду.
Парола организације је Зато што живимо заједно. Матица Албанаца је основана 2014. године. Председник Удружења је Демо Бериша. Циљ оснивања Матице албанске био је да се смањи негативан однос према грађанима Србије албанске националности, као и да презентује традицију, културу, писмо и језик наведене заједнице, али и описмени Албанце који деценијама живе у Војводини, углавном у Новом Саду, Суботици, Сомбору и Зрењанину. У организацију се поред Албанаца, учлањују и Срби и Мађари. У договору са Покрајинским секретаријатом за образовање, прописе и националне мањине је решено да се тамо где живи највише Албанаца, факултативно уведе и учење албанског језика. Ово удружење истиче „да Курти нема подршку Албанаца у Србији” и да „Немачка опструише рад Суда за злочине ОВК”. Када је реч о правима националних мањина у Србији, Бериша наводи да Србија има закон о националним мањинама који је један од најбољих у Европи и свету.
Удружење издаје часопис Матица Албанаца Србије, који је двојезичан (српски и албански језик), трећи број је био посвећен стогодишњици од повлачења српске војске преко Албаније у Првом светском рату. Укључено је у хуманитарне акције, као што је примање српске деце из Ранилуга, у општини Гњилане, која посећују Нови Сад. За време пандемије Ковид19, организација је у име Матице достављала бесплатан доручак медицинском особљу на Клиници за инфективне болести Војводине, уз помоћ власника пекаре, који и чланови удружења.
Постоји огранак организације за Јужни Банат у Панчеву. Према подацима Регистра Албанаца Србије, од 157 општина и градова у Србији, без Косова и Метохије, Албанци живе у сто четрдесет и једном месту, што је око 180.000 људи.